# Chaussée d'Amour
Chaussée d'Amour is een Belgische televisieserie die op 10 mei 2016 werd vrijgegeven door Telenet op Play en Play More van de zender Prime. Van 9 februari 2017 tot 13 april 2017 werd de reeks ook op de zender VIER getoond.

## Verhaal
Chaussée d'Amour is een dramareeks met een rauw en donker kantje en speelt zich af langs de Truiense Luikersteenweg, gekend als de chaussée d'amour. De baan is aan weerskanten bezaaid met bars en bordelen. Het hoofdpersonage is Sylvia, een deftige vrouw met twee puberende kinderen, die haar mislukte huwelijk ontvlucht. Ze neemt noodgedwongen haar intrek in het bordeel dat ze van haar vader erfde. Uit financiële noodzaak besluit ze om de zaak ook effectief te gaan runnen. Op diezelfde steenweg onderzoekt een rechercheur ondertussen fanatiek een onopgeloste moordzaak van 20 jaar geleden.

## Rolverdeling
| Acteur                 | Personage            |
| ---------------------- | -------------------- |
| Tiny Bertels           | Sylvia Carlier       |
| Romy Louise Lauwers    | Eva Munter           |
| Thomas De Smet         | Sep Munter           |
| Renée Fokker           | Colette              |
| Ruth Becquart          | Sandy                |
| Josse De Pauw          | Willy Knapen         |
| Dirk Roofthooft        | Ludo Beets           |
| Evelien Bosmans        | Sam Fonteyne         |
| Geert Van Rampelberg   | Jérôme Fonteyne      |
| Naomi Velissariou      | Bijou                |
| Kadèr Gürbüz           | Valentina Moreni     |
| Adrian Sack            | Joël Coronado        |
| Frank Focketyn         | Jos Vanden Eynde     |
| Viv Van Dingenen       | Claire Vanden Eynde  |
| Simon Van Buyten       | Mathieu Vanden Eynde |
| Arno Moens             | Olivier Vanden Eynde |
| Reinhilde Decleir      | Magda Carlier        |
| Günther Lesage         | Daniël Munter        |
| Besnik Limani          | Alek Krasniqi        |
| Gert Winckelmans       | Carlo Boyen          |
| Jarne Heylen           | Raf Boyen            |
| Ingrid De Vos          | Irma Boyen           |
| Steven Van Watermeulen | John Vandenabeele    |
| Guy Dermul             | Staaf Carlier        |
| Vincent Van Sande      | Gaëtan Monard        |
| Stéphane Pirard        | Armand Allaire       |
| Stijn Steyaert         | Davy                 |
| Jos Verbist            | Didier Monard        |
| Mark Verstraete        | Jean Beckers         |
| Jakob Beks             | Frans                |

## Afleveringen
| Nr. | Titel         | Regisseur                    | Schrijver(s)  | Datum uitzending VIER |
| --- | ------------- | ---------------------------- | ------------- | --------------------- |
| 1   | Aflevering 1  | Pieter Van Hees, Frank Devos | Jan Pepermans | 9 februari 2017       |
| 2   | Aflevering 2  | Pieter Van Hees, Frank Devos | Jan Pepermans | 16 februari 2017      |
| 3   | Aflevering 3  | Pieter Van Hees, Frank Devos | Jan Pepermans | 23 februari 2017      |
| 4   | Aflevering 4  | Pieter Van Hees, Frank Devos | Jan Pepermans | 2 maart 2017          |
| 5   | Aflevering 5  | Pieter Van Hees, Frank Devos | Jan Pepermans | 9 maart 2017          |
| 6   | Aflevering 6  | Pieter Van Hees, Frank Devos | Jan Pepermans | 16 maart 2017         |
| 7   | Aflevering 7  | Pieter Van Hees, Frank Devos | Jan Pepermans | 23 maart 2017         |
| 8   | Aflevering 8  | Pieter Van Hees, Frank Devos | Jan Pepermans | 30 maart 2017         |
| 9   | Aflevering 9  | Pieter Van Hees, Frank Devos | Jan Pepermans | 6 april 2017          |
| 10  | Aflevering 10 | Pieter Van Hees, Frank Devos | Jan Pepermans | 13 april 2017         |

## Kijkcijfers
| Aflevering | Live kijkers | Live + 6 kijkers |
| ---------- | ------------ | ---------------- |
| 1          | 550.655      | 797.869          |
| 2          | 408.033      | 737.674          |
| 3          | 367.182      | Onbekend         |
| 4          | 389.245      | Onbekend         |
| 5          | 337.171      | Onbekend         |
| 6          | 315.999      | Onbekend         |
| 7          | 411.659      | Onbekend         |
| 8          | 301.958      | Onbekend         |
| 9          | 276.376      | Onbekend         |
| 10         | 292.799      | Onbekend         |